# Maeve McGuire
Maeve McGuire (Cleveland (Ohio), 24 juli 1937) is een Amerikaanse actrice.

## Biografie
McGuire begon in 1968 met acteren op televisie in de film For Love of Ivy. Hierna heeft zij nog meerdere rollen gespeeld in films en televisieseries zoals The Edge of Night (1968-1977), Another World (1981-1983), Working Girl (1988), As the World Turns (1992), One Life to Live (1994-1995), All My Children (1997) en 28 Days (2000).
McGuire is ook actief in het theater, zij maakte haar Broadwaydebuut in 1968 met het toneelstuk Cyrano de Bergerac. Hierna speelde zij nog meerdere rollen op zowel Broadway als op Off-Broadway.

## Filmografie[1]

### Films
- 2003 Marci X – als vrouw op veiling
- 2000 28 Days – als oma van Groom
- 1998 A Perfect Murder – als Ann Gates
- 1993 Six Degrees of Separation – als Polly
- 1988 Working Girl – als secretaresse van Trask
- 1988 Masquerade – als tante Eleanor
- 1988 The House on Caroll Street – als Mevr. Byington
- 1974 We the Women – als Angelina Grimke
- 1970 End of the Road – als receptioniste
- 1969 Last Summer – als jongere vrouw
- 1968 Macbeth – als tweede heks
- 1968 For Love of Ivy – als caissière

### Televisieseries
Uitgezonderd eenmalige gastrollen.
- 1997 All My Children - als Judith Sheffield - 6 afl.
- 1994 – 1995 One Life to Live – als Beverly Crane - ? afl.
- 1992 – 1993 The Guiding Light – als Selena - ? afl.
- 1992 As the World Turns – als Lisa Miller Mitchell - ? afl.
- 1975 Beacon Hill – als Maude Palmer - 11 afl.
- 1968 – 1977 The Edge of Night – als Nicole Travis Stewart Drake Cavanaugh - 4 afl.

## Theaterwerk opBroadway[2]
- 1995 Garden District – als Grace / Mevr. Venable / Mevr. Foxhill
- 1993 Mixed Emotions – als Christine Millman
- 1969 The Miser – als Marianne
- 1968 Cyrano de Bergerac – als Cassandace